# Dolmen de la Grosse-Pierre
La Grosse Pierre, appelée aussi dolmen du Bois de la Pierre, est un dolmen situé sur la commune de Cour-Maugis sur Huisne, dans le département français de l'Orne.

## Localisation
Le mégalithe est situé dans le bois de Saint-Laurent, à 4 km au nord-est du bourg de l'ancienne commune de Boissy-Maugis, au territoire de laquelle il était intégré avant 2016.

## Historique
L'édifice est fouillé à de nombreuses reprises en 1858, 1860, 1868, 1884. Il fait l’objet d’une inscription au titre des monuments historiques depuis le 4 avril 1949.

## Description
L'édifice comporte une unique table de couverture, mesurant 4,60 m de long sur 2,70 m, en quartzite, reposant sur quatre piliers en grison.
Des haches polies et un grattoir ont été découvertes sous la table et aux abords du monument.